# Thiago Pereira
Thiago Machado Vilela Pereira, né le 20 janvier 1986 à Volta Redonda, est un nageur brésilien. L'un des plus grands nageurs de l'histoire du Brésil, Pereira a remporté la médaille d'argent du 400 mètres quatre nages aux Jeux olympiques d'été de 2012 à Londres, battant l'actuel champion olympique Michael Phelps. Il a également battu un record du monde du 200 mètres quatre nages en petit bassin et battu plusieurs records sud-américains et brésiliens. Au cours de sa carrière, il a concouru avec les légendes de la natation Michael Phelps et Ryan Lochte.

## Carrière internationale

### 2002-2004
À l'âge de 16 ans, Pereira a participé aux Jeux sud-américains de 2002 à Belém, où il a remporté une médaille d'or au 200 mètres brasse.
Pereira a participé aux Championnats du monde de natation 2003 à Barcelone, où il a terminé 18e au 200 mètres quatre nages, 24e au 400 mètres quatre nages et 25e au 200 mètres brasse. Au 200 mètres quatre nages, il a battu le record sud-américain pour la première fois, avec un temps de 2:02,67,,,.
Aux Jeux panaméricains de 2003 à Saint-Domingue, Pereira a remporté la médaille d'argent au 200 mètres quatre nages et une médaille de bronze au 400 mètres quatre nages. Au 200 mètres quatre nages, il a battu le record sud-américain avec un temps de 2:02.31,,.
En septembre 2003, il a battu le record sud-américain de Marcelo Tomazini au 200 mètres brasse avec un temps de 2:15,63.
En décembre 2003, Pereira a remporté l'épreuve du 400 mètres quatre nages - la troisième épreuve de la Coupe du monde de natation FINA 2003-2004 à Durban, en Afrique du Sud - battant le record sud-américain en petit bassin du Colombien Alejandro Bermudez qui tenait depuis 1998 (4:16.74), avec un temps de 4:10.93.
En février 2004, lors de la dernière épreuve de la Coupe du monde de natation FINA 2003-2004, à Rio de Janeiro, il a battu son propre record sud-américain de 55,41 secondes au 100 mètres quatre nages avec un temps de 54,95 secondes, et a également battu le 200 mètres. record quatre nages avec un temps de 1:58.16,.
En mars 2004, lors des 37e championnats sud-américains de natation à Maldonado, Pereira a remporté la médaille d'or au 200 mètres quatre nages, battant le record sud-américain avec un temps de 2: 00,19 et obtenant une désignation «A» dans le classement olympique du Brésil. Il a également battu le record sud-américain à deux reprises, avec des temps de 1:59,92 et 1:59,48, avant de participer aux Jeux olympiques d'été de 2004 à Athènes, devenant deuxième au classement mondial,.
En mai 2004, Pereira a battu le record sud-américain en grand bassin de Ricardo Prado au 400 mètres quatre nages, réalisé aux Jeux olympiques d'été de 1984, qui était de 4:18,45. Pereira a nagé pendant 4:17,62 et a de nouveau obtenu le classement olympique du Brésil,.

### Jeux olympiques de 2004
Pour la première fois, Thiago a été classé suffisamment haut parmi les athlètes brésiliens pour participer aux Jeux olympiques d'été de 2004, où il a terminé cinquième au 200 mètres quatre nages et 17e au 400 mètres quatre nages. Au 400 mètres quatre nages, sa première épreuve olympique, Thiago était anxieux et son temps était de 4:22,06, près de cinq secondes plus lent que son record sud-américain. Au 200 mètres quatre nages, il a nagé près de son meilleur temps mais ne l'a pas battu. Le rythme de course était soutenu: Thiago aurait dû battre son record personnel d'environ 0,7 seconde pour remporter la médaille de bronze,,.

### 2004-2008
En septembre 2004, au Trophée José Finkel, il bat le record sud-américain en petit bassin du 100 mètres quatre nages, avec un temps de 53,72 secondes, et le record du 400 mètres quatre nages avec un temps de 4:09,10.
Aux Championnats du monde de natation en petit bassin 2004 à Indianapolis, Pereira a remporté la médaille d'or au 200 mètres quatre nages avec un temps de 1:55,78, battant Ryan Lochte et battant le record sud-américain. Au 4 × 100 mètres nage libre, il a remporté une médaille d'argent et il a également remporté deux médailles de bronze au 100 mètres quatre nages individuel et au 4 × 200 mètres nage libre, battant le record sud-américain avec un temps de 7:06,64,,,,,.
En mai 2005, Pereira s'est disloqué la rotule en jouant au football; son rétablissement a pris deux mois et n'a pas participé aux Championnats du monde de natation 2005 à Montréal.
Lors de la Coupe du monde de natation FINA 2005-2006 en février 2006, Pereira a battu le record sud-américain en petit bassin au 100 mètres quatre nages avec un temps de 53,49 secondes.
Aux Championnats du monde de natation en petit bassin 2006 à Shanghai , Pereira a terminé 5e du 4 × 200 mètres nage libre avec ses coéquipiers César Cielo, Lucas Salatta et Rodrigo Castro, battant le record sud-américain avec un temps de 7:06.09. Il a également terminé 15e au 200 mètres quatre nages et 17e au 200 mètres nage libre,,,.
Aux Championnats pan-pacifiques 2006 à Victoria, en Colombie-Britannique, Pereira a remporté une médaille de bronze au 400 mètres quatre nages. Dans les séries, il a battu son propre record sud-américain avec un temps de 4:16,86. Il a également terminé 21e au 200 mètres nage libre et s'est qualifié pour la finale du 200 mètres quatre nages à la 8e place, mais n'a pas nagé en finale,,,.
En septembre 2006, au Trophée du Brésil, il bat son record sud-américain du 200 mètres brasse avec un temps de 2:14.64.
En décembre 2006, aux championnats pan-pacifiques de natation, il a battu son record sud-américain de plus de deux secondes au 400 mètres quatre nages avec un temps de 4:14,67.
Aux Championnats du monde de natation 2007 à Melbourne, Pereira a terminé 4e du 200 mètres quatre nages, 8e du 4 × 100 mètres nage libre, 9e du 4 × 100 mètres quatre nages, 11e du 4 × 200 mètres nage libre, 12e au 100 mètres dos et a été disqualifié au 400 mètres quatre nages. Il a battu le record sud-américain du 4 × 100 mètres nage libre avec César Cielo, Nicolas Oliveira et Rodrigo Castro, avec un temps de 3:17,03. et dans le 4×200 mètres nage libre, avec un temps de 7:20.00, avec Rodrigo Castro, Nicolas Oliveira et Armando Negreiros,,,,,,,.
Pereira a battu le record sud-américain du 200 mètres quatre nages trois en trois mois avec des temps de 1:59,19 en février, 1:58,65 en mars (éliminatoires de Melbourne) et 1:58,64 en mai,.
En mai 2007, il a battu deux records sud-américains en grand bassin: le record du 400 mètres quatre nages avec un temps de 4:11,91 et le record du 200 mètres brasse avec un temps de 2:12,67, obtenant tous deux l'indice olympique.

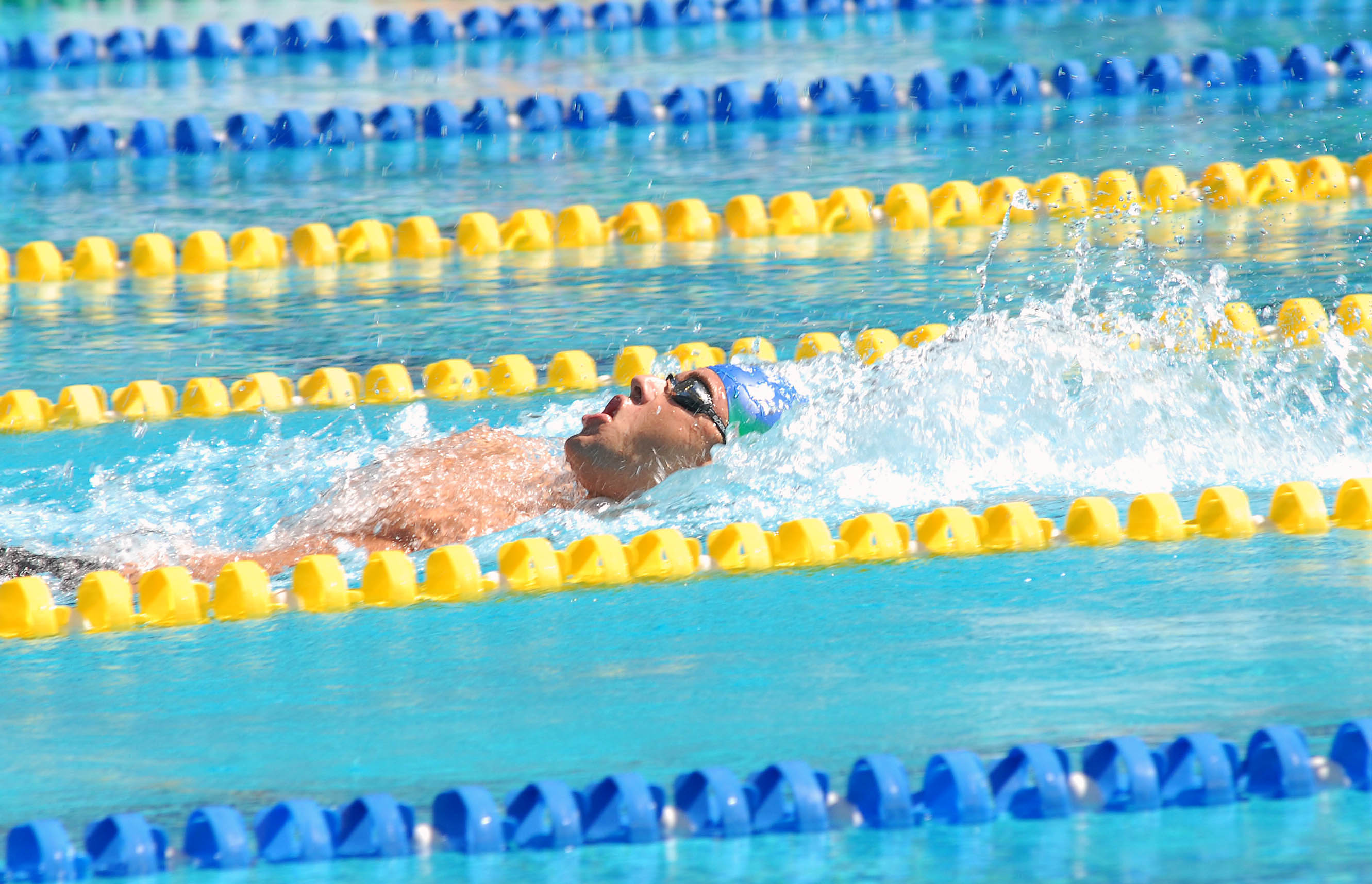
Thiago Pereira lors du 200 mètres quatre nages à Rio 2007.

Aux Jeux panaméricains de 2007 à Rio de Janeiro, Pereira a remporté huit médailles (six d'or, une d'argent et une de bronze) et est devenu le vainqueur du plus grand nombre de médailles en une seule édition des Jeux, égalant la nageuse costaricaine Silvia Poll, qui a remporté huit médailles à 1987 à Indianapolis. Pereira a également dépassé la marque de cinq médailles d'or qui appartenait à Mark Spitz aux Jeux panaméricains de 1967 à Winnipeg. Pereira a remporté la médaille d'or au 200 mètres quatre nages, 400 mètres quatre nages, 200 mètres dos, 200 mètres brasse, 4 × 200 mètres nage libre et 4 × 100 mètres nage libre en participant à des qualificatifs. Il a également remporté la médaille d'argent au 4 × 100 mètres quatre nages et le bronze au 100 mètres dos. Il a battu le record sud-américain dans toutes les épreuves auxquelles il a participé, à l'exception du 200 mètres brasse : au 200 mètres quatre nages avec un temps de 1:57.79, au 400 mètres quatre nages avec un temps de 4:11.14, à le 200 mètres dos, avec un temps de 1:58.42 ; au 100 mètres dos avec un temps de 54,75 secondes, au 4 × 200 mètres nage libre avec un temps de 7:12,27 et au 4 × 100 mètres quatre nages avec un temps de 3:35,81,.
Lors de la Coupe du monde de natation FINA 2007, Pereira est entrée dans l'histoire. Dans l'étape de Stockholm, il a battu le record sud-américain en petit bassin du 100 mètres quatre nages, avec un temps de 52,97 secondes (son ancien record était de 53,49 secondes de 2006), du 200 mètres quatre nages, avec un temps de 1:55,08 (son ancien record était de 1:55,78 de 2004) et le record du 400 mètres quatre nages avec un temps de 4: 06,30 (son ancien record était de 4: 09,10 de 2004). Quelques jours plus tard, à Berlin, Pereira a battu le record des Amériques au 100 mètres quatre nages en 52,42 secondes. Au 400 mètres quatre nages, il a battu le record des Amériques et le record du championnat en 4: 00,63; à moins de 26 centièmes du record du monde de László Cseh (4:00.37). Au 200 mètres quatre nages, Pereira a remporté une médaille d'or avec un temps de 1:53,14, établissant un nouveau record du monde qui a duré jusqu'au 13 décembre 2007,,,,,.

### Jeux olympiques de 2008
Aux Jeux olympiques d'été de 2008 à Pékin, Pereira a terminé 4e du 200 mètres quatre nages individuel, 8e du 400 mètres quatre nages et 19e du 200 mètres brasse. Au 400 mètres quatre nages, il s'est qualifié pour la finale avec un temps de 4:11,74, battant presque son record sud-américain. Mais dans la finale, son temps était de 4 secondes plus lent ; Pereira a déclaré qu'il se sentait fatigué lors du passage du papillon au dos, n'atteignant pas la même efficacité que dans les séries. Après cela, Pereira a quitté l'équipe brésilienne de relais 4 × 200 mètres nage libre pour participer au 200 mètres brasse. Il a battu le record sud-américain avec un temps de 2:11,40. Sa meilleure note dans la course a été de 2:12.60 mais sa performance n'a pas été suffisante pour se qualifier pour les demi-finales. Au 200 mètres quatre nages, il a obtenu des résultats très similaires dans les séries, les demi-finales et les finales, toutes proches de 1:58, sans battre son record des Jeux panaméricains de 2007. Phelps a remporté la médaille d'or avec un temps de 1:54,23, établissant un record du monde. Cseh et Lochte ont nagé en 1:56, remportant l'argent et le bronze,,,,.

### 2008-2012
En mars 2009, Pereira s'est cassé un os de la main gauche, ce qui lui a fait abandonner Travessia dos Fortes et a compromis son entraînement pour les Championnats du monde de cette année-là à Rome,,.
Aux Championnats du monde de natation 2009 à Rome, il a terminé 4e du 200 mètres quatre nages, 4e du 400 mètres quatre nages et 10e du 4 × 200 mètres nage libre. Pereira a battu trois fois le record sud-américain du 200 mètres quatre nages, dans les qualificatifs (1:57.66), la demi-finale (1:57.35) et la finale (1:55.55), à seulement 19 centièmes de seconde de remporter une médaille de bronze et A 31 centièmes de décrocher une médaille d'argent. Au 400 mètres quatre nages, Pereira a battu son record sud-américain de plus de 2 secondes, avec un temps de 4:08,86, mais il était toujours à une seconde des médaillés. Au 4 × 200 mètres nage libre, il a battu le record sud-américain du 200 mètres nage libre avec un temps de 1: 46,57, à l'ouverture du relais, et le record du 4 × 200 mètres nage libre avec un temps de 7:09,71,,,,,,.
En septembre 2009, lors du Trophée José Finkel, il bat le record brésilien du 200 mètres dos avec un temps de 1:58.36.
Aux Jeux sud-américains de 2010 à Medellín, Pereira a remporté trois médailles d'or au 200 mètres quatre nages, 400 mètres quatre nages et 200 mètres brasse. Il a également remporté trois médailles d'argent au 200 mètres dos, 4 × 100 mètres et 4 × 200 mètres nage libre,,,.
Aux Championnats pan-pacifiques 2010 à Irvine, Pereira a remporté deux médailles de bronze au 200 mètres quatre nages et au 400 mètres quatre nages,.
Lors de la Coupe du monde de natation FINA 2010, Pereira a été couronné par sa participation le roi de la compétition, remportant un prix de 100 000 $ US. Il a remporté, à toutes les étapes, le 400 mètres quatre nages. Il a été le premier Brésilien à atteindre le sommet de la compétition et a été le nageur qui a remporté le plus d'épreuves au cours de la même saison dans l'histoire du circuit. Pendant le tournoi, il a battu le record sud-américain du 100 mètres quatre nages avec un temps de 52,35 et du 200 mètres quatre nages avec un temps de 1:52,72,,.
En mai 2011, lors du Trophée Maria Lenk, il bat le record brésilien du 200 mètres dos avec un temps de 1:58.07.
Aux Championnats du monde de natation 2011 à Shanghai, il a terminé 6e du 200 mètres quatre nages, 18e du 100 mètres dos et a abandonné le 400 mètres quatre nages,,.
Aux Jeux panaméricains de 2011 à Guadalajara, Pereira a remporté six médailles d'or, une médaille d'argent et une médaille de bronze. Grâce à ces réalisations, Pereira a atteint 12 médailles d'or aux Jeux panaméricains, devenant le Brésilien avec le plus de médailles d'or de l'histoire des Jeux panaméricains, battant Hugo Hoyama. Il est également devenu le deuxième Brésilien en nombre total de médailles aux Jeux panaméricains, derrière Gustavo Borges, qui a remporté 19 médailles. Pereira a remporté l'or au 200 mètres quatre nages, 400 mètres quatre nages, 100 mètres dos, 200 mètres dos et au 4 × 100 mètres nage libre et 4 × 100 mètres quatre nages en participant à des qualificatifs. Il a également remporté l'argent au 4 × 200 mètres nage libre et le bronze au 200 mètres brasse. Dans cette compétition, il a battu le record des Jeux panaméricains et le record du Brésil au 200 mètres dos avec un temps de 1:57.19,,.

### Jeux olympiques de 2012

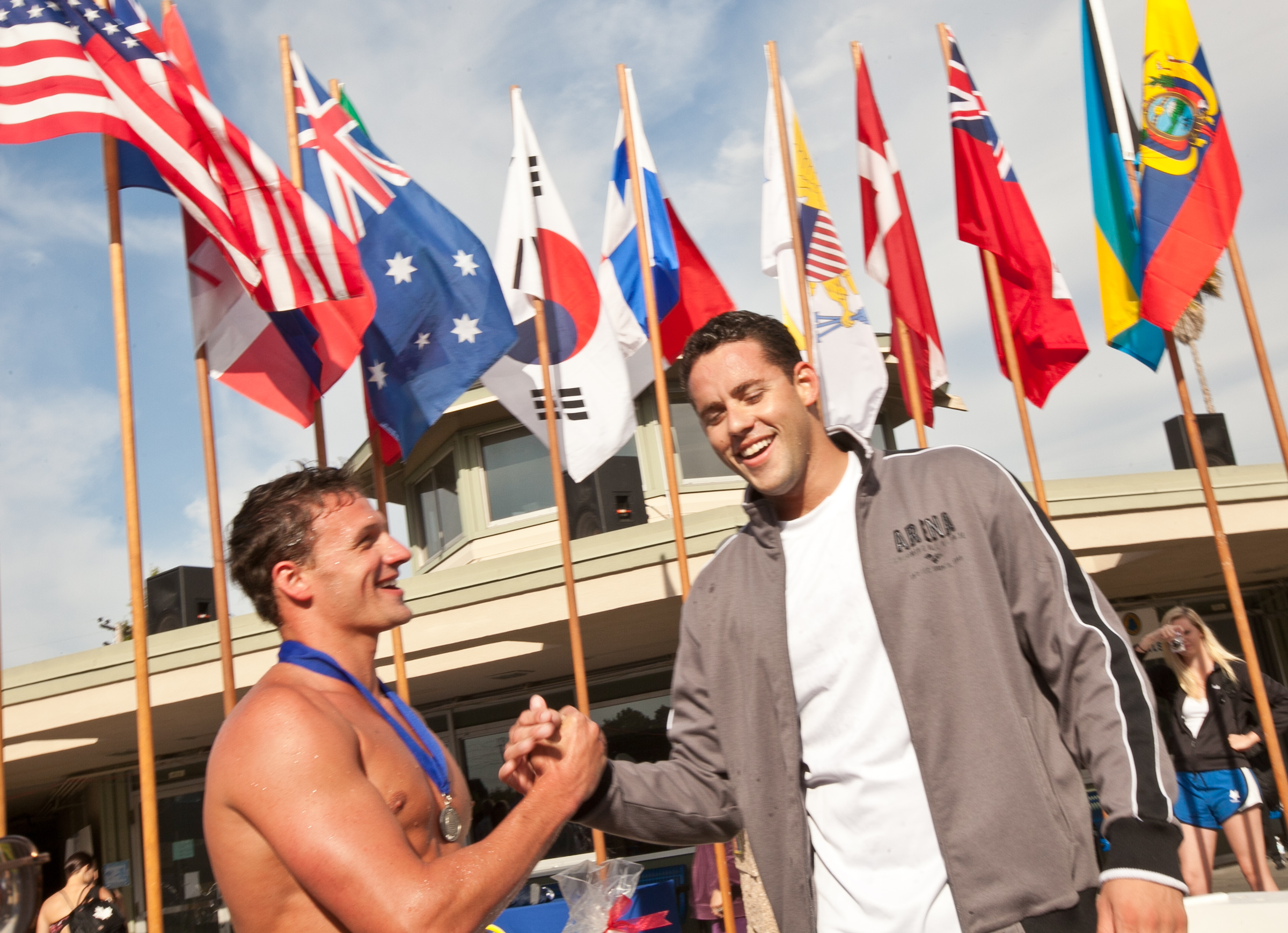
Ryan Lochte et Thiago Pereira, rivaux tout au long de leur carrière.

Aux Jeux olympiques d'été de 2012 à Londres, Pereira a remporté la médaille d'argent du 400 mètres quatre nages en battant Michael Phelps. Il a également terminé 4e du 200 mètres quatre nages et 15e du 4 × 100 mètres quatre nages. Au 400 mètres quatre nages, il a égalé le record sud-américain obtenu en combinaison technologique en 2009 avec un temps de 4:08.86. Avec cela, il a répété l'exploit de Ricardo Prado à Los Angeles 1984. Au 200 mètres quatre nages, bien qu'il ait réalisé son meilleur temps sans combinaison technologique (1:56,74), Pereira a été battu dans les 25 derniers mètres par le Hongrois László Cseh. Pour cette raison, il y a eu une répétition des trois médaillés de Pékin 2008 au 200 m quatre nages (Phelps, Lochte et Cseh),,,.

### 2012-2016

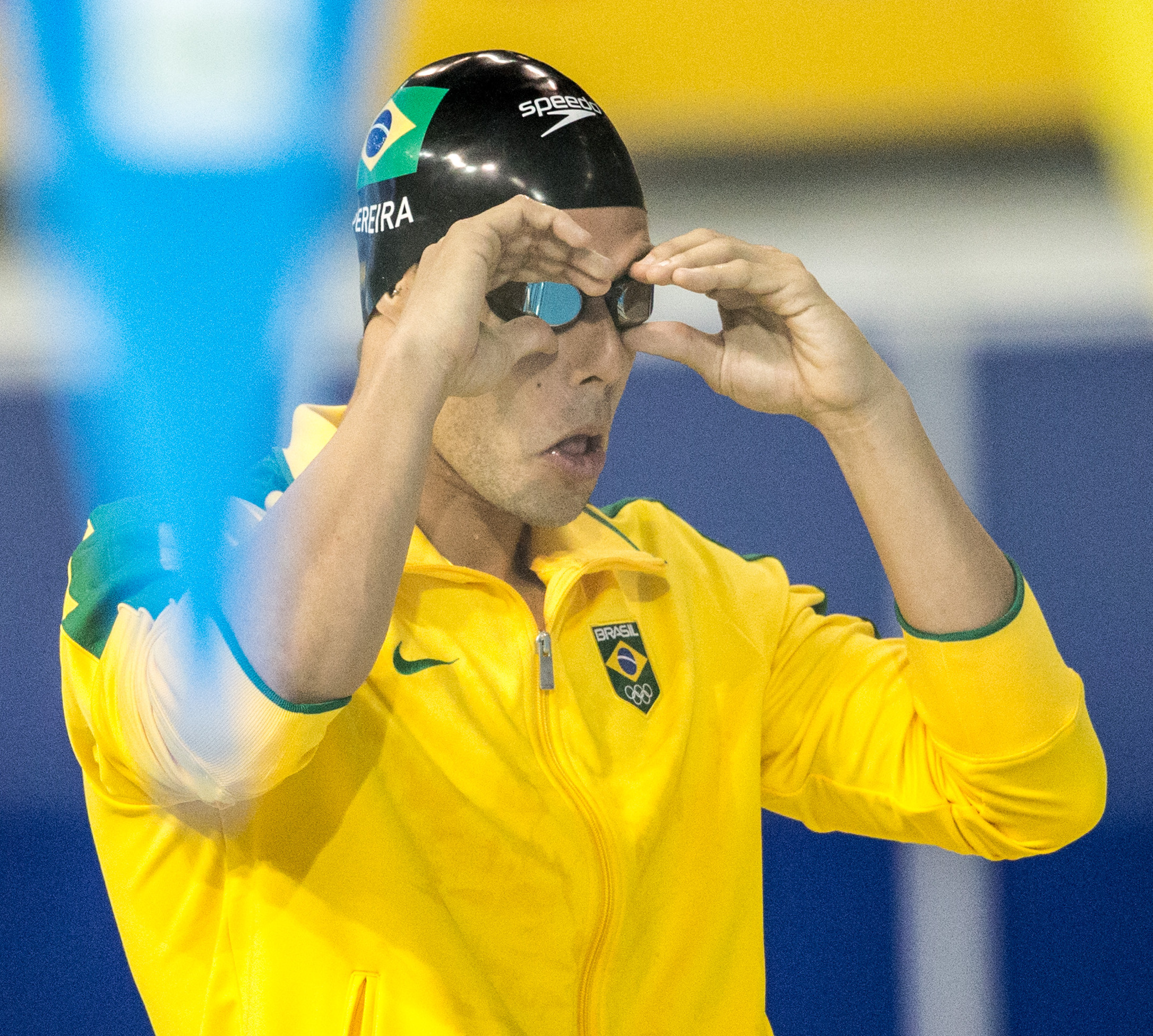
Thiago Pereira au 400 mètres quatre nages aux Jeux panaméricains de 2015.

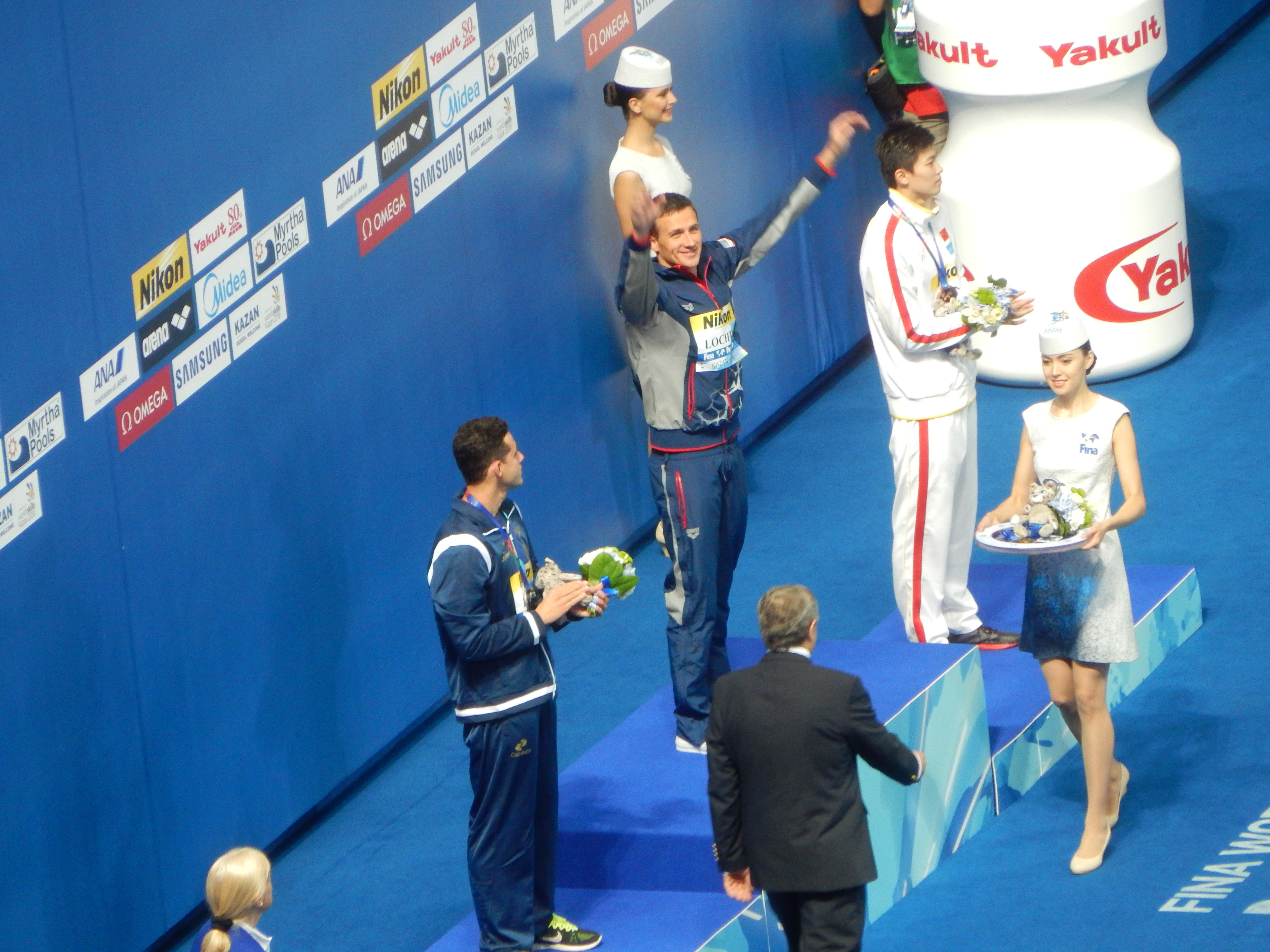
Thiago Pereira a remporté la médaille d'argent du 200 mètres quatre nages à Kazan 2015.

En août 2012, lors du Trophée Jose Finkel, il bat le record sud-américain en petit bassin du 200 mètres quatre nages, avec un temps de 1:52.30.
Aux Championnats du monde de natation 2013, il remporte sa première médaille aux Championnats du monde, la médaille de bronze au 200 mètres quatre nages, avec un temps de 1:56.30, son meilleur temps sans super-costumes. Il était un centième à remporter la médaille d'argent. Pereira a également nagé, pour la première fois aux Championnats du monde, le 100 mètres papillon, terminant à la 15e place. Pereira avait décidé de renoncer au 400 mètres quatre nages malgré sa qualification pour la course, mais en a décidé autrement et a participé au concours. Bien qu'il ne se soit pas entraîné spécifiquement pour cette course, il s'est qualifié pour la finale à la huitième place, et de quelques centièmes pas en reste. En finale, il a remporté la médaille de bronze avec un temps de 4:09,48, sa deuxième médaille aux Championnats du monde,,,,.
Aux Championnats pan-pacifiques 2014 à Gold Coast, Queensland, Australie, Pereira a terminé 4e du relais 4x100 mètres quatre nages, avec Guilherme Guido, Felipe França et Marcelo Chierighini, 4e du 200 mètres quatre nages, 5e au 100 mètres papillon et 7e au 100 mètres dos.
Aux Jeux panaméricains de 2015 à Toronto, Ontario, Canada, Pereira a remporté cinq médailles, devenant le plus grand médaillé de l'histoire des Jeux panaméricains, surpassant le gymnaste cubain Erick Lopez, qui a remporté 22 médailles entre 1991 et 2003. Il a remporté une médaille d'or médaille au relais 4 × 200 mètres nage libre, où il a battu le record des Jeux panaméricains avec un temps de 7: 11,15, avec Luiz Altamir Melo, Nicolas Oliveira et João de Lucca. Il a également remporté plus de deux médailles d'or dans les relais brésiliens en participant à des séries, au relais 4 × 100 mètres nage libre et au relais 4 × 100 mètres quatre nages. Il a également remporté une médaille d'argent au 200 mètres quatre nages et une médaille de bronze au 200 mètres brasse. Au 400 mètres quatre nages, Thiago Pereira a d'abord gagné, ce qui en ferait son troisième titre consécutif avec une 22e médaille panaméricaine record. Cependant, les juges ont dicté que Pereira n'avait pas touché le mur avec les deux mains en même temps lors d'un de ses virages en brasse,,,,,,,.
Aux Championnats du monde de natation 2015 à Kazan, au 200 mètres quatre nages, Pereira a fait sa meilleure participation aux Championnats du monde, remportant la médaille d'argent avec un temps de 1:56,65, proche de son record personnel. Il a également terminé 15e du relais 4 × 200 mètres nage libre, aux côtés de João de Lucca, Luiz Altamir Melo et Nicolas Oliveira,,,.

### Jeux olympiques de 2016
Aux Jeux olympiques d'été de 2016 dans son pays d'origine, Pereira a disputé sa 4e finale consécutive au 200 m quatre nages, terminant 7e.

### Retraite de la natation professionnelle
Il a pris sa retraite de la natation professionnelle en mars 2017, à l'âge de 31 ans.

## Palmarès

### Jeux olympiques
| Édition      | Épreuve            | Épreuve             | Épreuve        | Épreuve                |
| Édition      | 200 m quatre nages | 400 m quatre nages  | 200 m brasse   | 4 × 100 m quatre nages |
| Athènes 2004 | 5e 2 min 0 s 11    | 17e des séries      |                |                        |
| Pékin 2008   | 4e 1 min 58 s 14   | 8e 4 min 15 s 40    | 19e des séries |                        |
| Londres 2012 | 4e 1 min 56 s 74   | Argent 4 min 8 s 86 |                | 15e des séries         |
| Rio 2016     | 7e 1 min 58 s 02   |                     |                |                        |

### Championnats du monde

#### En grand bassin
| Édition        | Épreuve              | Épreuve             | Épreuve        | Épreuve              | Épreuve              | Épreuve                |
| Édition        | 200 m quatre nages   | 400 m quatre nages  | 200 m brasse   | 4 × 100 m nage libre | 4 × 200 m nage libre | 4 × 100 m quatre nages |
| Barcelone 2003 | 18e des séries       | 24e des séries      | 25e des séries |                      |                      |                        |
| Melbourne 2007 | 4e 1 min 58 s 98     | DSQ                 |                | 8e 3 min 17 s 03     | 11e des séries       | 9e des séries          |
| Rome 2009      | 4e 1 min 55 s 55     | 4e 4 min 8 s 86     |                |                      | 10e des séries       |                        |
| Shanghai 2011  | 6e 1 min 59 s 00     |                     |                |                      |                      |                        |
| Barcelone 2013 | Bronze 1 min 56 s 30 | Bronze 4 min 9 s 48 |                |                      |                      |                        |
| Kazan 2015     | Argent 1 min 56 s 65 |                     |                |                      | 15e des séries       |                        |

#### En petit bassin
- Championnats du monde 2004 à Indianapolis (États-Unis) :
  -  médaille d'or du 200 m quatre nages.
  -  médaille d'argent du relais 4 × 100 m nage libre.
  -  médaille de bronze du 100 m quatre nages.
  -  médaille de bronze du relais 4 × 200 m nage libre.

### Jeux Panaméricains
- Jeux Panaméricains 2003 à Saint-Domingue (République dominicaine) :
  -  médaille d'argent sur le 200 m quatre nages.
  -  médaille de bronze sur le 400 m quatre nages.

- Jeux Panaméricains 2007 à Rio de Janeiro (Brésil) :
  -  médaille d'or sur le 200 m quatre nages.
  -  médaille d'or sur le 400 m quatre nages.
  -  médaille d'or sur le 200 m dos.
  -  médaille d'or sur le 200 m brasse.
  -  médaille d'or sur le relais 4 × 100 m nage libre
  -  médaille d'or sur le relais 4 × 200 m nage libre
  -  médaille d'argent sur le relais 4 × 100 4 nages.
  -  médaille de bronze sur le 100 m dos.

- Jeux Panaméricains 2011 à Guadalajara (Mexique) :
  -  médaille d'or sur le 200 m quatre nages.
  -  médaille d'or sur le 400 m quatre nages.
  -  médaille d'or sur le 100 m dos.
  -  médaille d'or sur le 200 m dos.
  -  médaille d'or sur le relais 4 × 100 m nage libre
  -  médaille d'or sur le relais 4 × 100 4 nages
  -  médaille d'argent sur le relais 4 × 200 m nage libre
  -  médaille de bronze sur le 200 m brasse.

- Jeux Panaméricains 2015 à Toronto (Canada) :
  -  médaille d'or sur le relais 4 × 100 m nage libre
  -  médaille d'or sur le relais 4 × 200 m nage libre
  -  médaille d'or sur le relais 4 × 100 4 nages.
  -  médaille d'argent sur le 200 m quatre nages.
  -  médaille de bronze sur le 200 m brasse.